# Kaliumhexacyanoferraat(II)
Kaliumhexacyanoferraat(II) (K4Fe(CN)6) of kaliumhexacyanidoferraat(II) (IUPAC-naam) of  kaliumferrocyanide (verouderde naam) of geel bloedloogzout  bestaat bij kamertemperatuur uit lichtgele en geurloze monokliene kristallen. Als voedingsadditief is het bekend onder E536. De stof komt voor als trihydraat (K4Fe(CN)6·3H2O). Als een ionisch complex is het slecht oplosbaar in ethanol, maar goed oplosbaar in water. 1 gram van deze zachte gele kristallen lost op in 3,2 cm3 kokend water. Deze oplossing wordt ontleed door zonlicht. Het kan ook reageren met een zuur met als gevolg vorming van het uiterst giftige blauwzuurgas.
Een dergelijke coördinatieverbinding behoort tot een hele groep complexen met overgangsmetalen uit het d-blok, waaronder de metalen zink, cadmium en kwik. Er ontstaat een п-binding tussen het metaal en het cyanideligand. Deze neiging tot het aanvaarden van een π-binding door XCN− ligt toch lager dan bij koolstofmonoxide, nitrosonium (NO+) en isocyaniden. Dit is normaal indien men rekening houdt met de negatieve lading. CN− is een sterk nucleofiel, zodat men geen pi-backbonding moet inroepen om de stabiliteit van het complex te verklaren met de metalen in hun normale oxidatietoestand (+II of +III). Accurate metingen met Röntgendiffractie tonen aan dat in het complex [K4Fe(CN)6] het koolstofatoom in de ligand rechtstreeks verbonden is met het overgangsmetaal.
De grote meerderheid der cyanocomplexen hebben als algemene formule [Mn+(CN)x](x − n)−, zoals in dit geval [Fe(CN)6]4−. Hieruit kan het vrije zuur verkregen worden, namelijk H4[Fe(CN)6].
De stof is te vinden in enkele scheikundedozen.

## Synthese
In het laboratorium kan kaliumhexacyanoferraat(II) bereid worden door een overmaat kaliumcyanide aan een ferrosulfaat-oplossing toe te voegen.
{\displaystyle {\ce {FeSO4 + 6 KCN <=> K4[Fe(CN)6] + K2SO4}}}
In de industrie dient het resterend ijzeroxide uit de gasfabriek als basis. Kaliumhexacyanoferraat(II) wordt verkregen door verhitting gedurende 1 uur bij 900 °C van calciumcyaanamide, potas, ijzervijlsel en houtskool.
Bloedloogzout komt aan zijn naam wegens de oude bereidingswijze door verkoold dierlijk afval, zoals bloed, met kaliumcarbonaat en ijzer te gloeien en het verkregen product met water uit te wassen.

## Verbindingen
Kaliumhexacyanoferraat(II) is een van de twee componenten van ferroxylindicator samen met fenolftaleïne. Deze slaat om naar blauw (Pruisisch blauw) in aanwezigheid van Fe3+-ionen. Het kan daarom gebruikt worden om roest te ontdekken. Men kan ook het gebruiken om het aantal mol Fe3+-ionen te berekenen, wegens de intense kleur van het Pruisisch blauw.
Met dichloor reageert kaliumhexacyanoferraat(II) tot kaliumhexacyanoferraat(III)
{\displaystyle {\ce {2 K4[Fe(CN)6] + Cl2 -> 2 K3[Fe(CN)6] + 2 KCl}}}

## Toepassingen
Kaliumhexacyanoferraat(II) kent diverse toepassingen:
- bereiding van Pruisisch blauw
- verven van wol
- temperen van staal
- vloeimiddel in de metaalindustrie
- reagens op het Fe3+-ion
- oertiterstof voor kaliumpermanganaat

## Toxicologie en veiligheid
Kaliumhexaferrocyanide is niet irriterend voor de huid en is niet schadelijk voor de natuur. Het cyanide is sterk gebonden en niet makkelijk vrij te maken, alleen met (zeer) sterke zuren. Het is een toegestaan voedingsadditief om koperverbindingen te verwijderen in rosé en rode wijn. (Kopercomplexen worden gebruikt als schimmelwerend middel op druiven). Het heeft een E-nummer (E536) en een acceptabele dagelijks inname (ADI) van 25 mg/kilo lichaamsgewicht.